# The Trail of the Octopus
The Trail of the Octopus er en amerikansk stumfilm fra 1919 af Duke Worne.

## Medvirkende
- Ben F. Wilson som Carter Holmes
- Neva Gerber som Ruth Stanhope
- William Dyer som Sandy MacNab
- Howard Crampton som Reid Stanhope
- William A. Carroll som Omar